# Cymbactis faeculenta
Cymbactis faeculenta is een zeeanemonensoort uit de familie van de Actinostolidae. De wetenschappelijke naam van de soort is voor het eerst geldig gepubliceerd in 1893 door McMurrich.